# Standfussiana bureschi
Standfussiana bureschi là một loài bướm đêm trong họ Noctuidae.